# 洪都拉斯地理

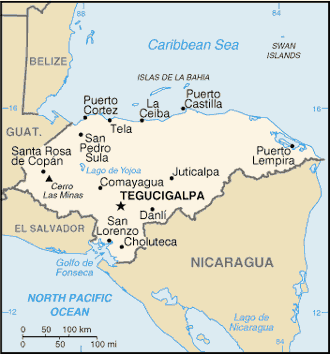
洪都拉斯地图

洪都拉斯是坐落在中美洲北部的一个国家。洪都拉斯北临加勒比海，南濒太平洋的丰塞卡湾，东、南同尼加拉瓜和萨尔瓦多交界，西与危地马拉接壤。它是中美洲的第二大国。洪都拉斯的国土大致为三角形，总面积为43,000平方（17,000平方英里）。 
北部的加勒比海岸长达700公里，西起莫塔瓜河河口，东至格拉西亞斯-阿迪奧斯角的科科河河口。东南方与尼加拉瓜的陆上边界长达922公里，该边界首先从科科河口开始沿科科河向西南方向发展，然后穿过山区到达太平洋的丰塞卡湾。三角形国土的南端是濒临丰塞卡湾的153公里海岸。西部路上边疆线包括与萨尔瓦多的342公里边界和与危地马拉的256公里边界。

## 地形
主要是山地，内陆为熔岩平原，在海岸有狭窄的平原地带。

## 气候
气候包括从低地的热带气候到山地的温带气候。滨海地带和山地向风坡年降水量可高达3000毫米。